# Caladenia behrii
Caladenia behrii är en orkidéart som beskrevs av Diederich Franz Leonhard von Schlechtendal. Caladenia behrii ingår i släktet Caladenia och familjen orkidéer. Inga underarter finns listade i Catalogue of Life.